# ジョルムンガンドル
ジョルムンガンドル（学名: Jormungandr）は後期白亜紀のアメリカ合衆国に生息していたモササウルス亜科の爬虫類。

## 発見と命名
2015年、ノースダコタ地質調査所によってほぼ完全な頭蓋骨と11個の肋骨と12個の椎骨を含む頭蓋後の部分骨格が発見された。
属名は北欧神話に登場するヨルムンガンドに、種小名は北欧神話に登場する宮殿ヴァルハラに由来したノースダコタ州の街Walhallaに因む。

## 特徴
推定全長5.4−7.3メートル。

ヒトとの大きさの比較

基盤的で小さなクリダステスと派生的で大きなモササウルスとのモザイク的形質を持つ。
第四胴椎に傷が見られ、治癒していないことから死ぬ直前か死後につけられたものとみられる。歯形から、この個体に噛みついたのはサメではなく他のモササウルス科であると考えられている。